# بژشچ کویافسکی
بژشچ کویافسکی (به لاتین: Brześć Kujawski، تلفظ: [ˈbʐɛɕt͡ɕ--kuˈjafskʲi]) یک شهرک در لهستان است که در شهرستان ووتس‌واوک واقع شده‌است.

## خصوصیات
بژشچ کویافسکی ۷٫۰۴ کیلومترمربع مساحت و ۴٬۵۲۲ نفر جمعیت دارد.